# Parapurcellia monticola
Parapurcellia monticola - gatunek kosarza z podrzędu Cyphophthalmi i rodziny Pettalidae.

## Występowanie
Gatunek endemiczny dla Republiki Południowej Afryki. Znany z gór Darkensberg w prowincji KwaZulu-Natal.